# فرات أيفردي
فرات أيفردي (بالأحرف اللاتينية Firat Ayverdi) هو ممثل تركي شاب من أصل كردي واشتهر بأدائه دورا رئيسيا كـ«بلال» في الفيلم الفرنسي Welcome للمخرج Philippe Lioret حول أوضاع المهاجرين غير الشرعيين في فرنسا. ولقد رُشِّح الممثل لنيل جائزة سيزار عن «أفضل ممثل واعد» لعام 2009 عن دوره في الفيلم.

## روابط خارجية
- فرات أيفردي على موقع IMDb (الإنجليزية)
- فرات أيفردي على موقع ألو سيني (الفرنسية)
- فرات أيفردي على موقع أول موفي (الإنجليزية)
- فرات أيفردي على موقع قاعدة بيانات الأفلام السويدية (السويدية)
- فرات أيفردي على موقع قاعدة بيانات الفيلم (الإنجليزية)
- فرات أيفردي على موقع كينوبويسك (الروسية)